# Aliabad-e Kalchuni
Aliabad-e Kalchuni (pers. علي ابادكال خوني) – wieś w Iranie, w ostanie Chorasan-e Razawi. W 2006 roku miejscowość liczyła 91 mieszkańców w 21 rodzinach.